# Саченко, Николай Анатольевич
Николай Анатольевич Саченко (род. 5 июля 1977, Алма-Ата) — российский скрипач, первая скрипка Квартета имени Бородина, лауреат XI Международного конкурса имени П. И. Чайковского. Заслуженный артист России (2017).

## Биография
Учился в музыкальной школе № 1 Петропавловска-Камчатского у Г. А. Аввакумова; становился лауреатом конкурсов юных скрипачей (Новосибирск, Владивосток). В 1996 г. окончил Центральную музыкальную школу при Московской консерватории (класс З. И. Махтиной).
В 2001 г. окончил Московскую консерваторию, где учился у профессора И. С. Безродного и профессора С. И. Кравченко.
С 2005 г. — концертмейстер государственного симфонического оркестра «Новая Россия» под руководством Ю. Башмета; с 2006 г. — солист Московской государственной академической филармонии.
В Квартете имени Бородина играет с 2021 года.

## Творчество
Гастролирует в России, Японии, Австрии, Германии, США, Чехии, Китае, Польше, Югославии. Выступал на фестивалях Мстислава Ростроповича в Эвиане (Франция), «Молодая Прага», Пекинском международном музыкальном фестивале.
Выступает в составе Брамс-трио, а также с Российским национальным оркестром, Российским симфоническим оркестром «Молодая Россия», Симфоническим оркестром г. Гуанчжоу, оркестрами «Филармония Наций», «Токио-Метрополитен-симфони», «Токио-Вивальди», с И. Менухиным, М. Ростроповичем, И. Стерном.
Играет на скрипке Ф. Руджиери 1697 года Российской Государственной коллекции музыкальных инструментов.

## Награды и признание
- лауреат III Международного конкурса имени Леопольда Моцарта (Аугсбург, Германия, 1995); получил также «Приз зрительских симпатий» — скрипку работы французского мастера Саломона второй половины XVIII века;
- первая премия XI Международного конкурса имени Чайковского (1998).
- Заслуженный артист Республики Дагестан (2014)[3].
- Заслуженный артист Российской Федерации (2017).